# Art soviétique
 (juin 2023).

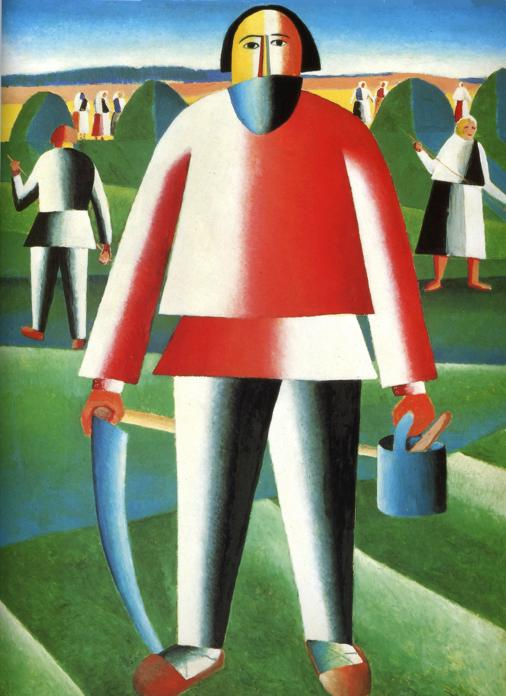
Coupeur de foin, par Kasimir Malevitch, 1930.

L'art soviétique est l'art produit en URSS de la révolution d'octobre en 1917 jusqu'à la chute du bloc soviétique en 1991.

## Historique

### L’avant-garde
Dans les années 1920, les deux courants du constructivisme et du suprématisme se définissent, notamment au sein de l’Institut de culture artistique. Les artistes constructivistes productivistes comme Tatline, Stepanova ou Rodtchenko voient l’art comme une pratique au service de la technique et de l’industrie, tandis que les suprématistes comme Malevitch s’orientent vers un art plus abstrait.

### Le réalisme socialiste
Dans les années 1930, l’URSS adopte, par le biais de l’Union des artistes soviétiques (en), le réalisme socialiste comme mouvement artistique officiel. Ce mouvement est inspiré du réalisme, dans lequel l’œuvre doit refléter et promouvoir les principes du communisme. Les autres courants artistiques ont dès lors été désigné comme « dégénérés » et furent proscrits .